# Cantucci

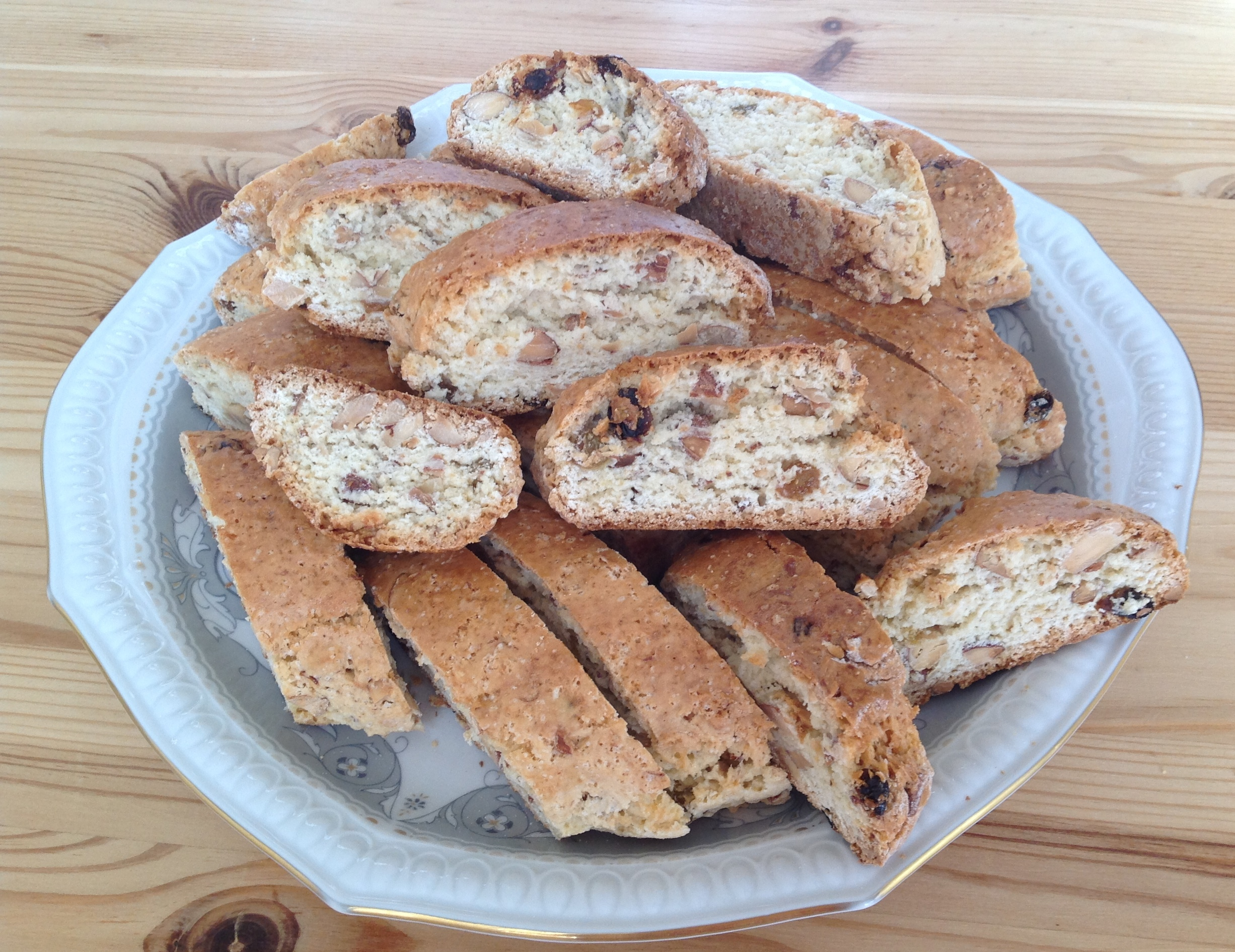
Ciastka cantucci

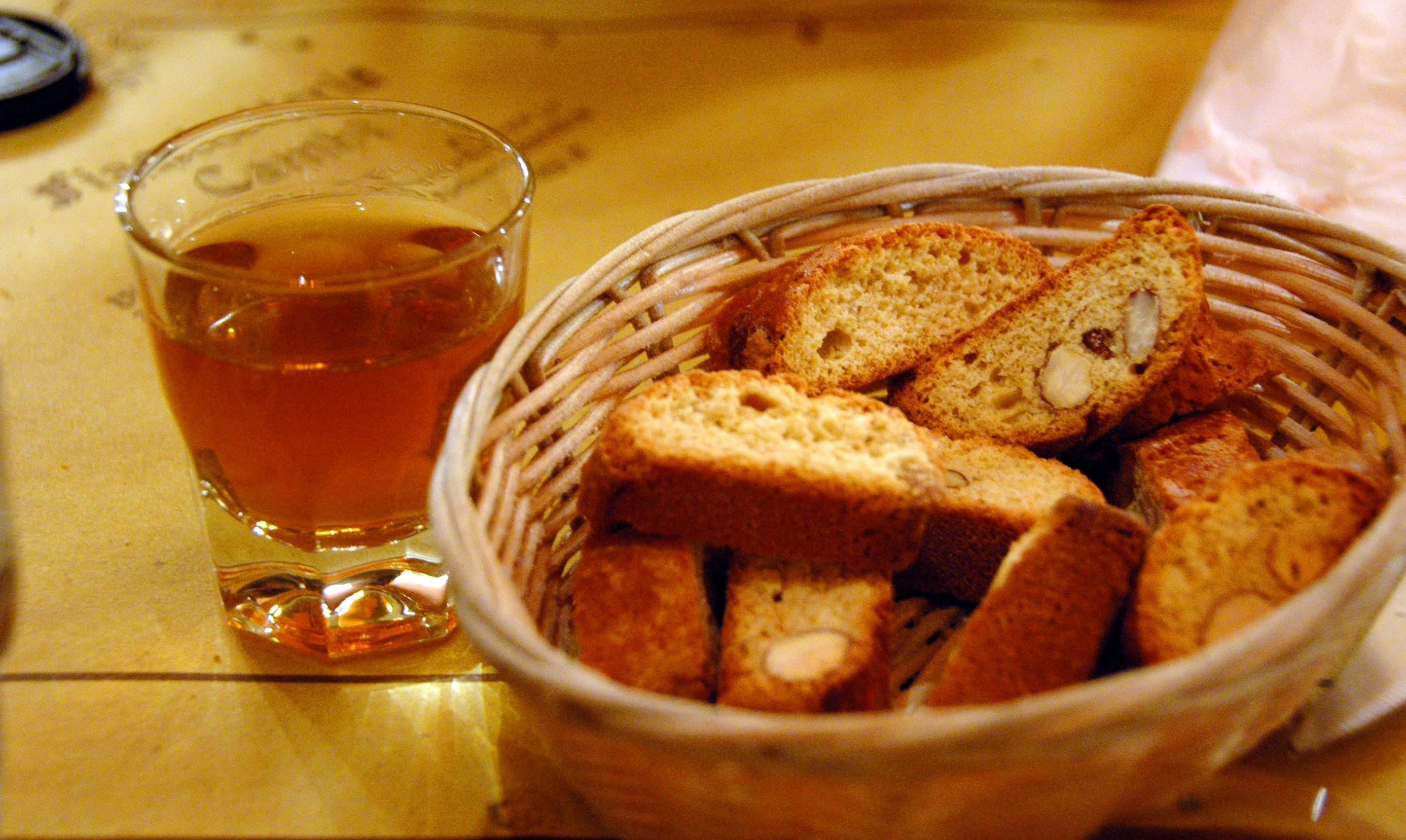
Cantucci podane z kieliszkiem vin santo

Cantucci (zwane też cantuccini) – rodzaj włoskich ciasteczek (herbatników) pochodzących z Toskanii. W najprostszej wersji przyrządzane z jajek, mąki, cukru i grubo siekanych, nieprażonych migdałów w skórce. Piecze się je dwukrotnie, dzięki czemu są suche, kruche, dosyć twarde i mogą być przechowywane przez dłuższy czas.
W słowniku opublikowanym w 1691 roku przez Akademia della Crusca, wypiek o nazwach cantuccio i cantuccino zdefiniowano jako „krojone biscotto, z drobno zmielonej mąki, cukru i białek jaj”. Biscotto oznacza w języku włoskim podwójnie pieczone ciastko. Cantucci powstają poprzez upieczenie ciasta o kształcie przypominającym małą bagietkę, pokrojenie go na plastry i ponowne upieczenie. Migdały zaczęto dodawać na dworze Katarzyny Medycejskiej.
Bezpośrednio przed zjedzeniem zazwyczaj zmiękcza się je poprzez zanurzenie w winie (toskańskim vin santo), kawie lub herbacie.

## Cantucci Toscani
Od 25 stycznia 2016 nazwy Cantuccini Toscani oraz Cantucci Toscani są zarejestrowane jako chronione oznaczenia geograficzne (PGI). Według oficjalnej charakterystyki, Cantuccini Toscani otrzymuje się z mąki pszennej, migdałów w skórkach, cukru, świeżych jaj, masła, miodu wielokwiatowego i substancji spulchniających. Ciasto powinno być cięte ukośnie, a każdy herbatnik musi ważyć nie więcej niż 15 gramów i mierzyć nie więcej niż 10 cm długości, 3 cm wysokości i 2,8 cm szerokości. Charakterystyczny, zewnętrzny złoty kolor herbatników uzyskuje się poprzez posmarowanie surowego ciasta mieszaniną wody, jajek i substancji słodzących. 

## Biscotti di Prato
W drugiej połowie XIX wieku w Prato w Toskanii, cukiernik Antonio Mattei zmodyfikował tamtejszy przepis na anyżowe cantucci z ciasta chlebowego. Tak powstały biscotti di Prato składające się z mąki, cukru, jajek, migdałów i orzeszków piniowych. Nie zawierają one dodatku tłuszczów i są pieczone tylko raz.

## Inne regionalne wersje
W Lacjum i Umbrii ciastka te nazywane są tozzetti i są przygotowywane zwykle z orzechów laskowych zamiast migdałów. W prowincji Siena i w Romanii – scroccadenti.